# Politique dans la Haute-Loire
Le département français de la Haute-Loire est un département créé le 4 mars 1790 en application de la loi du 22 décembre 1789, à partir des anciennes provinces d'Auvergne et de Languedoc. Les 257 actuelles communes, dont presque toutes sont regroupées en intercommunalités, sont organisées en 19 cantons permettant d'élire les conseillers départementaux. La représentation dans les instances régionales est quant à elle assurée par 8 conseillers régionaux. Le département est également découpé en 2 circonscriptions législatives, et est représenté au niveau national par deux députés et deux sénateurs. 

## Représentation politique et administrative

### Préfets et arrondissements

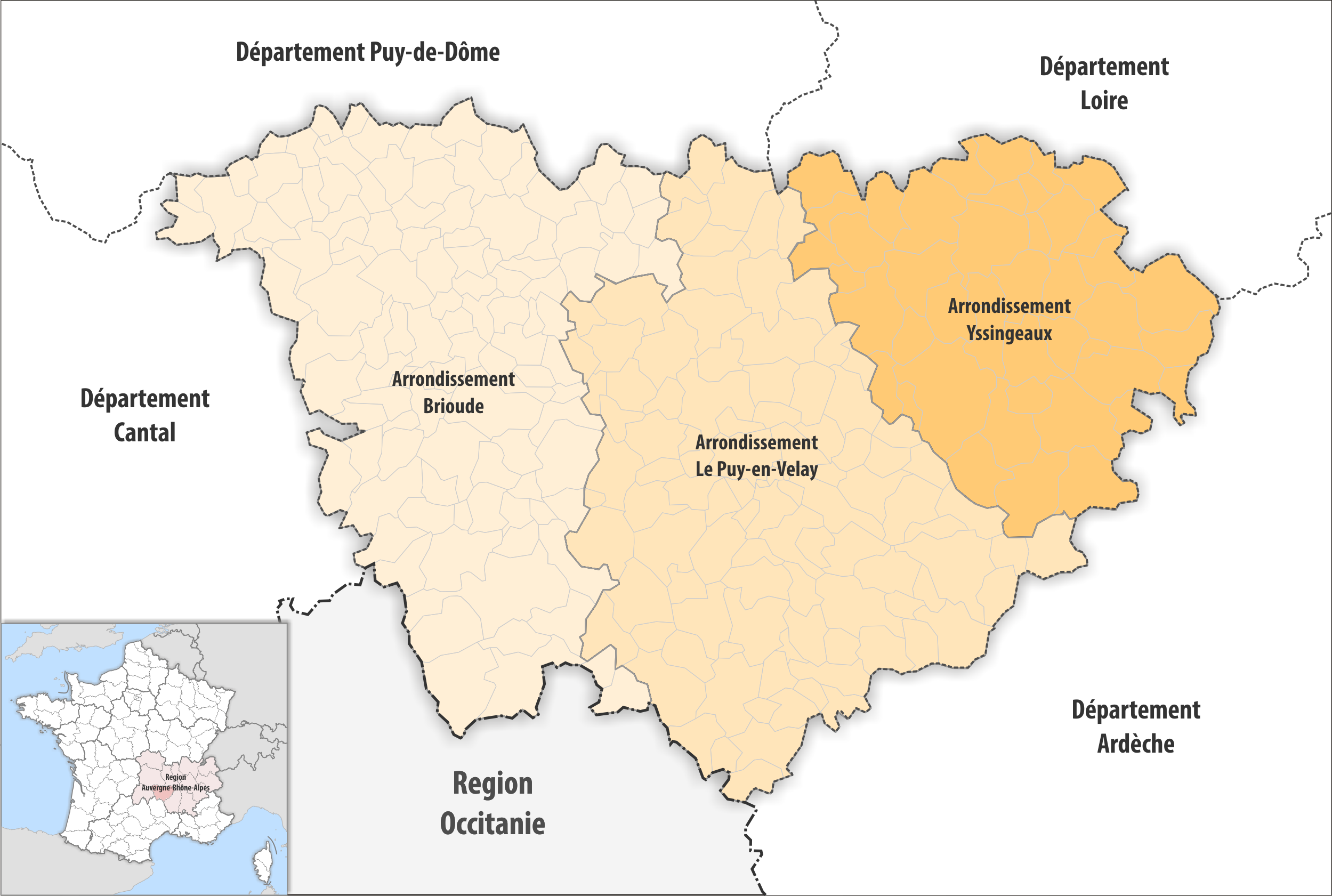
Arrondissements

La préfecture de la Haute-Loire est localisée à Le Puy-en-Velay. Le département possède en outre deux sous-préfectures à Brioude et Yssingeaux. 

### Députés et circonscriptions législatives

Circonscriptions et affiliations à l'issue des élections de 2024.

| Circ. | Nom                |  | Parti | Groupe              | Suppléant            |
| ----- | ------------------ |  | ----- | ------------------- | -------------------- |
| 1re   | Laurent Wauquiez   |  | LR    | Droite républicaine | Caroline Di Vincenzo |
| 2e    | Jean-Pierre Vigier |  | LR    | Droite républicaine | Corinne Bringer      |

### Sénateurs
| Nom               |  | Parti | Groupe           | Autres mandats (passés ou actuels)          |
| ----------------- |  | ----- | ---------------- | ------------------------------------------- |
| Laurent Duplomb   |  | LR    | Les Républicains | Maire de Saint-Paulien (2010 → 2017)        |
| Olivier Cigolotti |  | UDI   | Union centriste  | Maire de Saint-Romain-Lachalm (1995 → 2014) |

### Conseillers départementaux

Cantons et affiliations à l'issue des élections de 2021.

| Canton                           | Conseiller Sortant          | Parti | Parti | Conseiller élu            | Parti | Parti |
| -------------------------------- | --------------------------- | ----- | ----- | ------------------------- | ----- | ----- |
| Aurec-sur-Loire                  | Florence Teyssier           |       | DVD   | Florence Teyssier         |       | DVD   |
| Aurec-sur-Loire                  | Daniel Tonson               |       | DVD   | Éric Ronche               |       | DVD   |
| Bas-en-Basset                    | Joseph Chapuis              |       | LR    | Guy Jolivet               |       | DVD   |
| Bas-en-Basset                    | Blandine Proriol            |       | LR    | Blandine Proriol          |       | LR    |
| Boutières                        | Jean-Pierre Marcon          |       | UDI   | Olivier Cigolotti         |       | LC    |
| Boutières                        | Brigitte Renaud             |       | DVD   | Brigitte Renaud           |       | DVD   |
| Brioude                          | Michel Bergougnoux          |       | LR    | Michel Bergougnoux        |       | LR    |
| Brioude                          | Sophie Courtine             |       | UDI   | Sophie Courtine           |       | UDI   |
| Deux Rivières et Vallées         | Yves Braye                  |       | UDI   | Bruno Marcon              |       | DVD   |
| Deux Rivières et Vallées         | Marylène Mancini            |       | DVD   | Karine Paulet             |       | DVD   |
| Emblavez-et-Meygal               | Raymond Abrial              |       | DVG   | Raymond Abrial            |       | DVG   |
| Emblavez-et-Meygal               | Cécile Gallien              |       | MoDem | Fanny Sabatier            |       | DVG   |
| Gorges de l'Allier-Gévaudan      | Michel Brun                 |       | DVD   | Michel Brun               |       | DVD   |
| Gorges de l'Allier-Gévaudan      | Marie-Thérèse Roubaud       |       | DVD   | Chantal Farigoule         |       | DVD   |
| Mézenc                           | Philippe Delabre            |       | UDI   | Philippe Delabre          |       | UDI   |
| Mézenc                           | Nathalie Rousset            |       | DVD   | Nathalie Rousset          |       | DVD   |
| Monistrol-sur-Loire              | François Berger             |       | UDI   | Jean-Paul Aulagnier       |       | DVD   |
| Monistrol-sur-Loire              | Christelle Michel-Déléage   |       | DVD   | Christelle Michel-Déléage |       | DVD   |
| Pays de Lafayette                | Annie Ricoux                |       | LR    | Annie Ricoux              |       | LR    |
| Pays de Lafayette                | Jean-Pierre Vigier          |       | UDI   | Mikaël Vacher             |       | DVD   |
| Plateau du Haut-Velay granitique | Bernard Brignon             |       | LR    | Bernard Brignon           |       | LR    |
| Plateau du Haut-Velay granitique | Marie-Agnès Petit           |       | LR    | Marie-Agnès Petit         |       | LR    |
| Le Puy-en-Velay-1                | Marc Boléa                  |       | DVD   | Michel Chapuis            |       | UDI   |
| Le Puy-en-Velay-1                | Christiane Mosnier          |       | UDI   | Christiane Mosnier        |       | UDI   |
| Le Puy-en-Velay-2                | Corinne Bringer             |       | DVD   | Corinne Bringer           |       | DVD   |
| Le Puy-en-Velay-2                | Jean-Paul Vigouroux         |       | DVD   | Jean-Paul Vigouroux       |       | DVD   |
| Le Puy-en-Velay-3                | Laure Blée                  |       | PS    | Gilles Delabre            |       | DVD   |
| Le Puy-en-Velay-3                | André Cornu                 |       | DVG   | Blandine Deleau-Ferret    |       | DVD   |
| Le Puy-en-Velay-4                | Pierre Robert               |       | DVD   | Jean-François Exbrayat    |       | DVD   |
| Le Puy-en-Velay-4                | Christelle Valantin         |       | DVD   | Christelle Valantin       |       | DVD   |
| Saint-Paulien                    | Michel Joubert              |       | UDI   | Jean-Marc Boyer           |       | DVD   |
| Saint-Paulien                    | Marie-Pierre Vincent        |       | UDI   | Marie-Pierre Vincent      |       | UDI   |
| Sainte-Florine                   | Nicole Chassin              |       | PS    | Nicole Chassin            |       | PS    |
| Sainte-Florine                   | Pascal Gibelin              |       | DVG   | Pascal Gibelin            |       | DVG   |
| Velay volcanique                 | Michel Decolin              |       | UDI   | Rémi Barbe                |       | DVD   |
| Velay volcanique                 | Marie-Laure Soulier-Mugnier |       | DVD   | Marie-Laure Mugnier       |       | DVD   |
| Yssingeaux                       | Georges Philibert           |       | DVD   | Arthur Liogier            |       | DVD   |
| Yssingeaux                       | Delphine Pietu              |       | UDI   | Isabelle Valentin         |       | LR    |

### Conseillers régionaux
Présidence : Laurent Wauquiez (Haute-Loire)
|            | Parti | Siège |
| ---------- | ----- | ----- |
| Majorité   |       |       |
|            | DVD   | 5     |
|            | LR    | 2     |
| Opposition |       |       |
|            | ÉCO   | 1     |

### Maires

Carte des 257 communes de la Haute-Loire au 1er janvier 2022.

| Commune             | Maire              |  | Parti | Élection | Population |
| ------------------- | ------------------ |  | ----- | -------- | ---------- |
| Aurec-sur-Loire     | Claude Vial        |  | DVD   | 2008     | 6 133      |
| Brioude             | Jean-Luc Vachelard |  | DVD   | 2020     | 6 523      |
| Le Puy-en-Velay     | Michel Chapuis     |  | UDI   | 2016     | 18 989     |
| Monistrol-sur-Loire | Jean-Paul Lyonnet  |  | DVD   | 2014     | 8 874      |
| Sainte-Sigolène     | Didier Rouchouse   |  | DVD   | 2023     | 6 060      |
| Yssingeaux          | Pierre Liogier     |  | DVC   | 2020     | 7 380      |